# Max Fetzer
Max Fetzer (* 8. Februar 1895 in Stuttgart, Königreich Württemberg; † 29. Dezember 1988 ebenda) war ein deutscher Verwaltungsjurist.

## Leben
Nach dem Besuch des Eberhard-Ludwigs-Gymnasiums Stuttgart (Abitur 1913) studierte er von 1913 bis 1914 Rechtswissenschaften in Tübingen. Er war ab 1913 Mitglied der Studentenverbindung Akademische Gesellschaft Stuttgardia Tübingen. Von 1914 bis 1919 leistete er Kriegsdienst und erhielt unter anderem die Württembergische silberne Militärverdienstmedaille sowie das Eiserne Kreuz I. und II. Klasse. Von 1919 bis 1920 studierte er weiter Rechtswissenschaften in Tübingen und Freiburg. Er legte 1920 die erste und 1923 die zweite Staatsprüfung ab. 1922 wurde er in Tübingen zum Dr. iur. promoviert.
Er trat 1923 in die württembergische Innenverwaltung ein. Er war ab 1923 beim Polizeipräsidium Stuttgart und ab 1928 im württembergischen Innenministerium tätig. Von 1933 bis 1938 war er Landrat in Heidenheim. 1938 kehrte er in das Innenministerium zurück.
Von 1940 bis 1945 war er Oberkriegsverwaltungsrat in der Militärverwaltung in Belgien und Nordfrankreich. Er war kein NSDAP-Mitglied.
Am 3. Mai 1945 wurde er von der US-Militärregierung als kommissarischer Landrat in Heidenheim eingesetzt und war dann vom 20. Juni 1945 bis 22. Juni 1946 in US-Internierung. Danach amtierte er zunächst im Innenministerium Württemberg-Baden und ab 1948 im Verkehrsministerium als Ministerialrat mit der Amtsbezeichnung Ministerialdirektor. 1950 wurde er Ministerialdirektor im württemberg-badischen und ab 1952 im baden-württembergischen Innenministerium. In Baden-Württemberg war er zugleich Stellvertreter des Ministers. Er trat 1961 in den Ruhestand und führte bis 1962 die Geschäfte des Ministerialdirektors im Angestelltenverhältnis weiter. 1962 erhielt er den Titel Staatssekretär und das große Bundesverdienstkreuz mit Stern.
Von 1966 bis 1971 war er Erster Vorsteher der Württembergischen Landessparkasse.
Fetzer war evangelischer Konfession und seit 1936 mit Gertrud, geborene Majer, verheiratet, und hatte vier Kinder.